# 小木古墳群
小木古墳群（こきこふんぐん）は、愛知県小牧市西部の小木地区にある、古墳時代の古墳群である。本格的な調査は行なわれていないが、出土品から3世紀末から4世紀頃のものだと考えられている。

## 歴史
- 3世紀末～4世紀頃 - 古墳が築造される
- 1987年（昭和62年）9月9日 - 宇都宮神社古墳が愛知県の指定有形史跡に。
- 1992年（平成4年）8月15日 - 甲屋敷古墳が小牧市指定の史跡に。

## 主な古墳
- 宇都宮神社古墳
- 浄音寺古墳
- 甲屋敷古墳
- 東之宮古墳

### 滅失した古墳
- 甲屋敷第2号古墳
- 天王山古墳

## 所在地
- 愛知県小牧市小木2・3丁目地内

## 交通手段
- 名鉄バスの小木停留所下車。